# Pratica di amar Gesù Cristo
(Alfonso Maria de' Liguori, Pratica di Amar Gesù Cristo, Città Nuova, 2008, retro copertina)
Pratica di amar Gesù Cristo è un libro scritto da sant'Alfonso Maria de' Liguori, dottore della chiesa, nel 1768, identificato come «itinerario di ascesi per arrivare alla perfezione della vita cristiana».

## Contenuto
L’Opera è ripartita in diciassette Capi: nei primi quattro si spiega come Gesù Cristo meriti di essere amato (nella Passione, nell'Eucaristia, in quello che ha fatto per noi e che siamo obbligati ad amarlo); dal Capo 5 al 17 è incentrato sulla virtù della carità, i cui vari aspetti sono illustrati secondo un approccio che rispecchia largamente il magistero  di San Paolo. Ciascuno dei Capi termina con una Sezione denominata Affetti e preghiere. L'opera termina con un riassunto- epitome delle virtù, largamente discusse nel testo.